# Pedro Martínez
Pedro Jaime Abreu Martínez (Manoguayabo, 25 de outubro de 1971) é um ex-jogador dominicano de beisebol.
Vencedor de três Prêmios Cy Young, é considerado um dos melhores arremessadores do jogo. Fez história no Boston Red Sox, onde é ídolo até hoje. Ganhou a tríplice coroa em 1999 numa das melhores temporadas por um arremessador de todos os tempos, 23 vitórias e 4 derrotas com 2,07 de ERA e 313 strikeouts. Saiu do clube após o título da Série Mundial em 2004 com uma marca de 117 vitórias e 37 derrotas, a maior porcentagem de vitórias de qualquer arremessador por qualquer time na história da Major League Baseball. Ao longo da carreira, ele foi eleito para o Jogo das Estrelas oito vezes.

## Números
- Vitórias–Derrotas: 219–100
- Earned run average: 2.93
- Strikeouts: 3 154